# Stor hornstekel
Stor hornstekel (Urocerus gigas) är en art i insektsordningen steklar som tillhör familjen vedsteklar. I Sverige kallas arten ibland också för gul hornstekel och den är Ångermanlands landskapsinsekt.

## Kännetecken
Denna stekel har en tydlig teckning i svart och gult och honan kan bli upp mot 40 millimeter i kroppslängd. Hanen är oftast något mindre, med en kroppslängd på upp till 32 millimeter. 

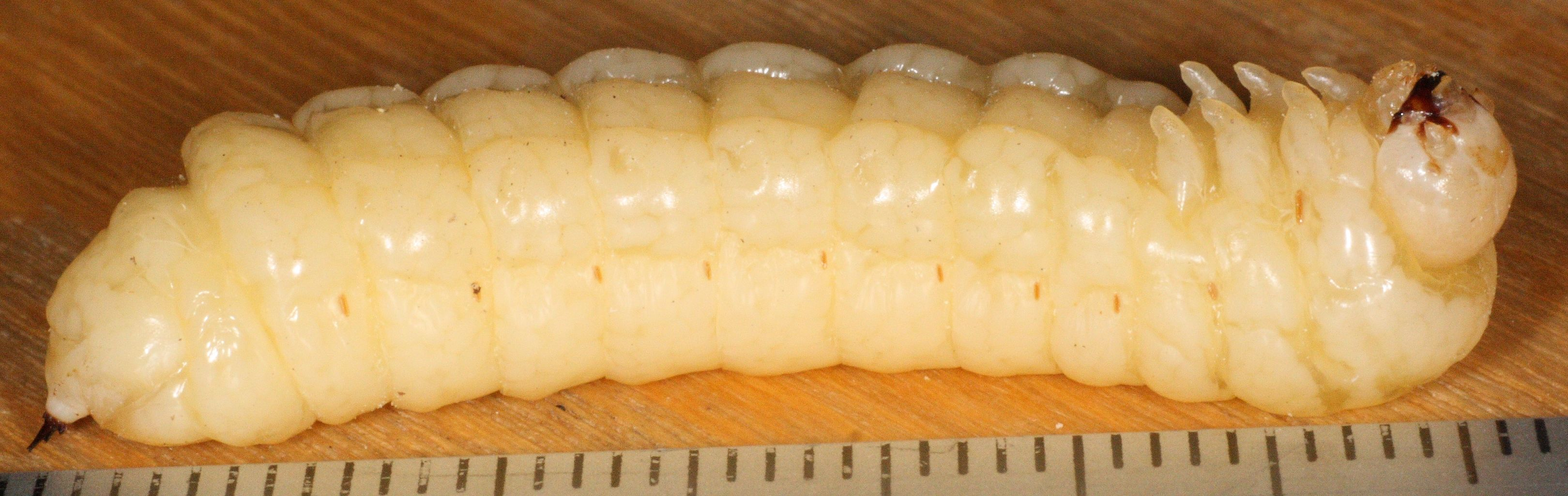
Larv

## Utbredning
Stor hornstekel finns i Amerika, Europa, Asien och Nordafrika. I Sverige finns den över nästan hela landet.

### Status
Bristen på död ved i skogarna har gjort att arten i Sverige minskat i antal på senare år, men den är inte klassad som hotad.

## Levnadssätt
Den fullbildade insekten flyger på sommaren, från mitten av juli till mitten av augusti. Efter parningen lägger honan äggen i döda eller döende barrträd. Med sitt äggläggningsrör borrar hon ett hål i veden. I hålet läggs sedan fem till sex ägg. Under äggläggningsprocessen ser honan också till att ympa in rötsvampen blödskinn i veden, som efter det att äggen har kläckts kommer att utgöra larvernas huvudsakliga föda. Processen upprepas och totalt lägger honan mellan 50 och 350 ägg. Utvecklingen från ägg till imago tar två år.